# إلوداي
إلوداي (بالإيطالية: Elodie)‏ هي عارضة ومغنية إيطالية، ولدت في 3 مايو 1990 في روما في إيطاليا.

## وصلات خارجية
- إلوداي على موقع IMDb (الإنجليزية)
- إلوداي على موقع روتن توميتوز (الإنجليزية)
- إلوداي على موقع ميوزك برينز (الإنجليزية)
- إلوداي على موقع أول ميوزيك (الإنجليزية)
- إلوداي على موقع ديسكوغز (الإنجليزية)
- إلوداي على موقع ديسكوغز (الإنجليزية)
- إلوداي على موقع قاعدة بيانات الفيلم (الإنجليزية)